# Polysyncraton
Polysyncraton är ett släkte av sjöpungar. Polysyncraton ingår i familjen Didemnidae.

## Dottertaxa tillPolysyncraton, i alfabetisk ordning[1]
- Polysyncraton adelon
- Polysyncraton adenale
- Polysyncraton alinguum
- Polysyncraton amethysteum
- Polysyncraton arafurensis
- Polysyncraton arvum
- Polysyncraton asperum
- Polysyncraton aspiculatum
- Polysyncraton asterix
- Polysyncraton bilobatum
- Polysyncraton canetense
- Polysyncraton catillum
- Polysyncraton cerebellum
- Polysyncraton chondrilla
- Polysyncraton circulum
- Polysyncraton cuculliferum
- Polysyncraton dentatum
- Polysyncraton discoides
- Polysyncraton dromide
- Polysyncraton echinatum
- Polysyncraton fadeevi
- Polysyncraton flammeum
- Polysyncraton fuscum
- Polysyncraton galaxum
- Polysyncraton glaucum
- Polysyncraton haranti
- Polysyncraton infundibulum
- Polysyncraton jugosum
- Polysyncraton kashenkoi
- Polysyncraton krylatkae
- Polysyncraton lacazei
- Polysyncraton linere
- Polysyncraton lithostrotum
- Polysyncraton lodix
- Polysyncraton longitubis
- Polysyncraton luteum
- Polysyncraton magnetae
- Polysyncraton meandratum
- Polysyncraton millepore
- Polysyncraton miniastrum
- Polysyncraton montanum
- Polysyncraton mortensi
- Polysyncraton multiforme
- Polysyncraton multipapilla
- Polysyncraton nigropunctatum
- Polysyncraton niveum
- Polysyncraton oceanium
- Polysyncraton orbiculum
- Polysyncraton otuetue
- Polysyncraton palliolum
- Polysyncraton papyrus
- Polysyncraton paradoxum
- Polysyncraton paramushiri
- Polysyncraton pavimentum
- Polysyncraton pedunculatum
- Polysyncraton peristroma
- Polysyncraton pontoniae
- Polysyncraton porou
- Polysyncraton pseudomagnetae
- Polysyncraton pseudorugosum
- Polysyncraton pulchrum
- Polysyncraton purou
- Polysyncraton recurvatum
- Polysyncraton regulum
- Polysyncraton reticulum
- Polysyncraton rica
- Polysyncraton robustum
- Polysyncraton rostrum
- Polysyncraton rubitapum
- Polysyncraton rugosum
- Polysyncraton sagamiana
- Polysyncraton scobinum
- Polysyncraton scorteum
- Polysyncraton shellensis
- Polysyncraton sideris
- Polysyncraton tasmanense
- Polysyncraton tegetum
- Polysyncraton tenuicutis
- Polysyncraton textus
- Polysyncraton thallomorpha
- Polysyncraton tokiokai
- Polysyncraton trivolutum
- Polysyncraton turris
- Polysyncraton vestiens